# تلمبه جلیل مشیری ۲
تلمبه جلیل مشیری ۲ یک منطقهٔ مسکونی در ایران است که در بخش مرکزی شهرستان عنبرآباد واقع شده‌است. تلمبه جلیل مشیری ۲ ۱۸ نفر جمعیت دارد.